# Fora Grillons!
Fora Grillons! fou un diari català fundat a Santiago de Cuba el 1906 per Salvador Carbonell i Puig com a òrgan del Grop Nacionalista Radical, defensor d'una "total i absoluta independència de Catalunya". Era adherit a la Unió Catalanista. Reflecteix les preocupacions i els ideals separatistes dels catalans de Santiago de Cuba i fou una de les primeres publicacions a posar una estelada a la capçalera.
Durant els anys 1920 va donar suport Estat Català i Francesc Macià, patrocinant la fundació del Partit Separatista Revolucionari Català el 1928. Quan Macià desconvocà la República Catalana el 1930 el van titllar de "traïdor". Va participar en la Conferència Nacional Catalana de 1953 i va deixar de publicar-se quan va arribar al poder Fidel Castro i fou dissolt el Grop el 1959.